# Roar Ege
Roar Ege er en rekonstruktion af vikingeskibet Skuldelev 3 som blev fundet i Roskilde Fjord, og som nu er udstillet på Vikingeskibsmuseet i Roskilde. Roar Ege er bygget af eg på museets værft i 1982-84.
Det originale skib har været brugt til købmandsfart og fragtsejlads i indre danske farvande og den sydlige Østersø. Det er på en gang et meget solidt og samtidigt et meget let skib med en overordentlig flot finish.
Det oprindelige skib var det mest velbevarede skib i Skuldelevfundet. Hele 75% af skroget var bevaret, så det var muligt at rekonstruere det med temmelig stor nøjagtighed. Derfor blev Skuldelev 3 også det første skib, som Vikingeskibsmuseet rekonstruerede.
Roar Ege' s skrog er, som de øvrige rekonstruktioner af skuldelevskibene, bygget med vikingetidens egen teknologi, dvs. helt uden brug af sav. Ved at granske de bevarede spor af værktøjsbrug på det originale træ kan man se, at øksen har været det vigtigste redskab til kløvning af træstammer, til tilhugning af planker og alle øvrige skibsdele.